# Wągrodno (Basse-Silésie)
Pour les articles homonymes, voir Wągrodno.
Wągrodno est une localité polonaise de la gmina de Ruja, située dans le powiat de Legnica en voïvodie de Basse-Silésie.